# Bythinella galerae
Bythinella galerae là một loài ốc nước ngọt rất nhỏ, là động vật chân bụng sống dưới nước động vật thân mềm trong họ Amnicolidae.
Đến năm 2002, no living animals had been found. Empty shells were used as the basis for the species description.

## Phân bố
Đây là loài đặc hữu của Pháp. Loài địa phương ở a cave ở Castelbouc, Sainte-Enimie, Lozère.

## Sinh thái học
Bythinella galerae is probably a troglobite.